# Samuela Sardo
Samuela Sardo (Roma, 19 novembre 1977) è un'attrice italiana.

## Biografia
Debutta giovanissima in teatro, nel 1982, in Casa di bambola di Henrik Ibsen. Successivamente lavora nel cinema e soprattutto in televisione, prendendo parte, tra l'altro, alle due stagioni della serie tv di Italia 1, Chiara e gli altri (1989-1991) e alla terza stagione de I ragazzi del muretto (1996).
Dal 1996 al 1998 è protagonista della soap opera di Rai 3 Un posto al sole, nel ruolo di Anna Boschi. Vi torna nel 2002, per poi uscire l'anno successivo. Nel 2000 è nel cast, con il ruolo di Elvira, dell'opera prima di Enrico Brignano, Si fa presto a dire amore, film di scarso successo. L'anno seguente è protagonista di una puntata di Una donna per amico 3, ed è Silvia nella serie in onda su Rai 2, Compagni di scuola; con lei anche Riccardo Scamarcio, Laura Chiatti e Cristiana Capotondi. A maggio del 2002 ritorna nel cast di Un posto al sole, per uscirne definitivamente un anno dopo.
Sarà poi nelle prime due stagioni di Orgoglio e nel cast di Diritto di difesa.
Nel 2004, con Incantesimo 7, grazie al ruolo di Giulia, si aggiudica nel 2005 la Telegrolla d'Oro. Viene riconfermata, insieme a Walter Nudo, come protagonista di Incantesimo 8. Nel 2006 lascia la serie tv ed è protagonista di Terapia d'urto, film televisivo della serie Crimini.
Dopo anni di assenza torna in televisione nel 2011 come guest di puntata interpretando la madre di un bambino rapito nel secondo episodio della fiction Un passo dal cielo, con Terence Hill. Recita in un episodio dell'ottava stagione della serie tv Don Matteo.
Nel marzo dello stesso anno è protagonista, con Tosca D'Aquino e Nicoletta Romanoff, dello spettacolo teatrale Smetti di piangere Penelope. Si tratta dell'adattamento di una commedia francese, per la regia di Massimo Romeo Piparo. Nella seconda tournée dello spettacolo, Roberta Lanfranchi sostituisce la Romanoff nel ruolo di Anna. Samuela e Tosca interpretano rispettivamente le parti di Penelope e Francesca.
Nel 2016 è nel cast di Attesa e cambiamenti per la regia di Sergio Colabona. Il film affronta con i toni leggeri della commedia il tema dei mutamenti che avvengono in una coppia quando si cerca una gravidanza; in particolare la Sardo interpreta Anna, una donna omosessuale che con la sua compagna Tina (Roberta Giarrusso) cerca in tutti modi di avere un figlio. Nel cast ci sono anche Martina Stella e Paolo Conticini.
Nel 2018 è nuovamente protagonista di uno spettacolo teatrale con le colleghe Tosca D'Aquino e Roberta Lanfranchi, con cui aveva già lavorato in passato, e con la ballerina Rossella Brescia. La regia dello commedia intitolata Belle ripiene, una gustosa commedia dimagrante è firmata sempre dal marito Massimo Romeo Piparo. Una seconda tournée dello spettacolo si sarebbe dovuta svolgere nei primi mesi del 2020 ed è stata interrotta a causa della pandemia.

## Vita privata
Dal 2004 al 2008 ha avuto una relazione con Walter Nudo, compagno di set in Incantesimo. È sposata con il regista Massimo Romeo Piparo e ha una figlia.

## Filmografia

### Cinema
- La gabbia, regia di Giuseppe Patroni Griffi (1985)
- Briganti - Amore e libertà, regia di Marco Modugno (1990)
- Tracce di vita amorosa, regia di Peter Del Monte (1990)
- Il male oscuro, regia di Mario Monicelli (1990)
- Si fa presto a dire amore, regia di Enrico Brignano (2000)
- Le barzellette, regia di Carlo Vanzina (2004)
- Attesa e cambiamenti, regia di Sergio Colabona (2016)

### Televisione
- Sei delitti per padre Brown, regia di Vittorio De Sisti – miniserie TV (1988)
- Uomo contro uomo, regia di Sergio Sollima – miniserie TV (1989)
- Chiara e gli altri – serie TV, 17 episodi (1989-1991)
- I ragazzi del muretto – serie TV, 24 episodi (1996)
- Un posto al sole – serie TV (1996-1998; 2002-2003)
- Compagni di scuola  – serie TV, 26 episodi (2001)
- Una donna per amico – serie TV, 3x03 (2001)
- Giulio Cesare, regia di Uli Edel – miniserie TV (2002)
- Orgoglio – serie TV, 5 episodi (2004-2005)
- Diritto di difesa – serie TV (2004)
- Incantesimo – serial TV, 46 episodi (2004-2005)
- Crimini – serie TV, episodio 1x04 (2006)
- Un passo dal cielo – serie TV, episodio 1x02 (2011)
- Don Matteo – serie TV, episodio 8x18 (2011)

## Teatro
- Casa di bambola di Henrik Ibsen (1982)
- Smettila di piangere Penelope, regia di Massimo Romeo Piparo (2011-2012)
- Belle ripiene, regia di Massimo Romeo Piparo (2018-2020)